# Kék–zöld szövetség
A kék–zöld szövetség politikai pártok között megkötött szövetség. Azt a tényt erősíti meg, hogy a zöldpolitika nem tartozik sem a bal-, sem a jobboldalhoz szorosan. A zöldpártok szövetségre léphetnek mind egyikkel, mind másikkal.

## A választásokon
- Írországban Trevor Sargent vezette a zöldpártot a 2002-ben és 2007-ben; mindkét alkalommal 6 jelölttel került be a zöldpárt a parlamentbe. Elsőnek 1992-ben delegáltak képviselőt a parlamentbe; a következő választásokon 1997-ben is bent maradtak.
- Rod Donald, Jeanette Fitzsimons a 2002-es új-zélandi parlamenti választások során zöldpártjával 5,16% ért el, ezzel 9 képviselőjük jutott be a parlamentbe. 1999-ben indult elsőnek zöldpárt a parlamenti választásokon Új-Zélandon, és egyből bejutott 7 jelöltjük. 2005-ben 6 helyet sikerült szerezniük, 2008-ban pedig újra 9-et. Új-Zélandon háromévente vannak választások.
- A 2000-es amerikai választásokon ugyan a Demokrata Párt színeiben tűnt fel a jelölt, de kampányában nagy hangsúlyt kapott a zöldpolitika képviselete.
- Tajvanon a 2000-es parlamenti választásokon 87 jelölttel kormányt alakított egy kék–zöld szövetség; 2004-ben megismételték. A Demokratikus Haladó Párt (DHP, angolul: DPP) konzervatív, antikommunista, liberális párt.

## Lásd még
- ökokapitalizmus
- Kanadai Zöld Párt